# Castillo y arboreto de Calmels
El castillo de Calmels (en francés: Château de Calmels) es un château francés del siglo XIX situado en la comuna de Lacaune, departamento de Tarn, Francia. En el parque que rodea al castillo, junto a la Torre-silo, hay un arboreto, el arboreto de Calmels (en francés: Arboretum de Calmels), un jardín botánico privado de 4 hectáreas de extensión. El castillo  ahora es un hotel.
El castillo fue objeto de una inscripción al título de los monumentos históricos en 1927 y la torre-silo lo fue también en 1987.

## Historia
El castillo fue construido en el siglo XIX, sin embargo las piedras cruzadas de las ventanas proceden de una casa del siglo XV, la cual una vez estuvo ubicada en la esquina de la calle Antoine Cambon con la explanada. En la actualidad esta antigua casa se encuentra redistribuida dentro del parque del castillo.
Estos esquinazos en forma de cruz geminados del siglo XV fueron retirados en 1938 de la casa original para garantizar la seguridad del público y fueron donados a la municipalidad para la reconstrucción en el jardín público, que a su vez se cedió al dueño del castillo Calmel.
Estas ventanas y los montantes dobles se superponen en esquina y se encontraban en el primer piso de la casa original. La decoración consiste en columnas y frontones. En la casa original, las ventanas estaban acompañadas por otras, tapiadas, y una puerta renacentista.
El conde de Jacobé de Naurois dueño del castillo y la granja Calmels, después de su matrimonio en 1838 con Marie-Louise de Cluzel, manda construir una torre redonda de 77 m de circunferencia, con un pilar central, para almacenar granos en cajas dentro de la torre alrededor del pilar (la tour-silo).
La primera portada que tenía la torre desapareció y fue sustituida por una manta de pizarra con el apoyo de un marco de doce ventanas, realizada por Pierre Albert

### Colecciones
El arboreto alberga árboles de la región como Aesculus hippocastanum, Juglans regia, y Pinus strobus.
Entre las especies exóticas incluyen Larix leptolepis y Sequoiadendron.

Detalles
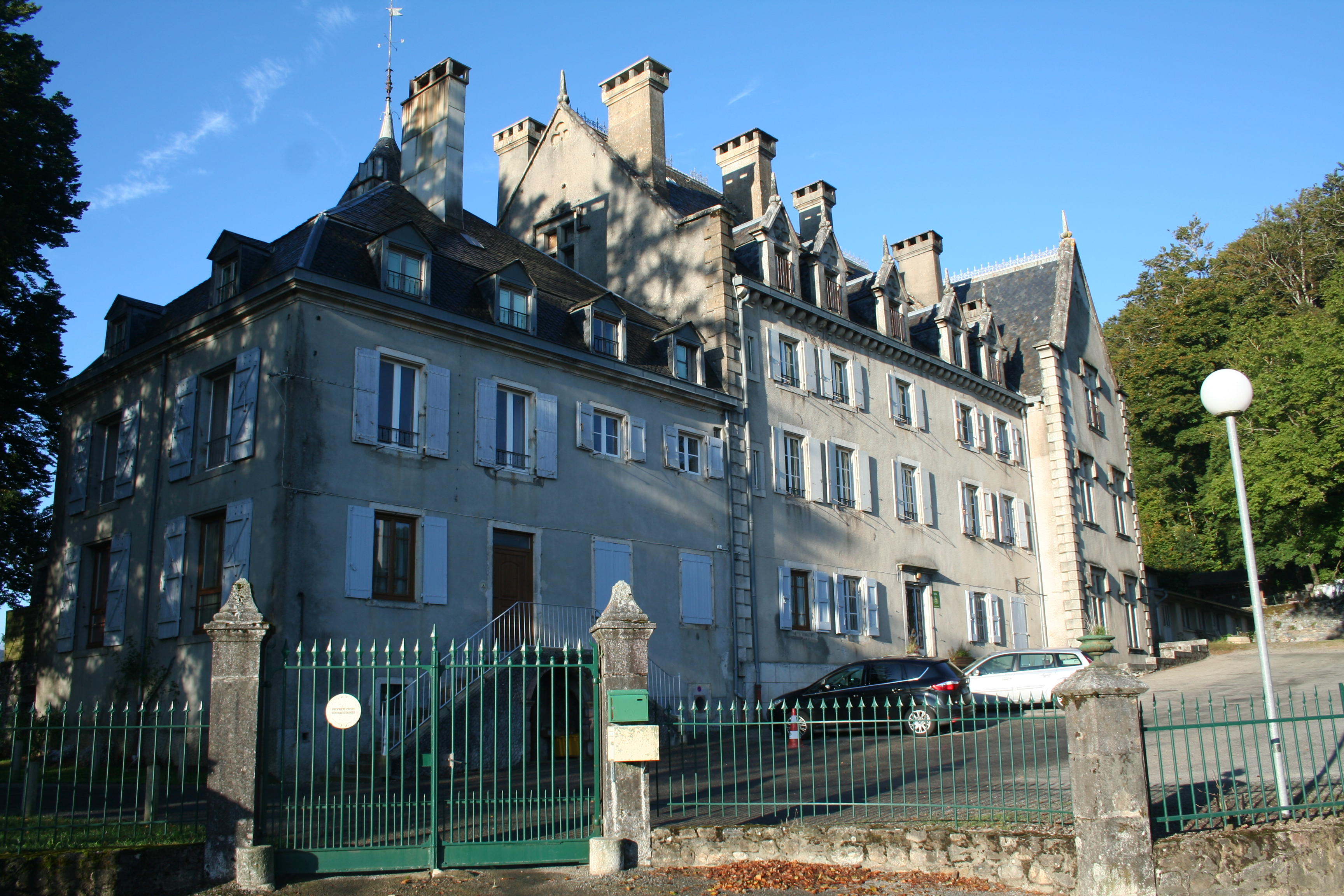
El castillo de Calmels
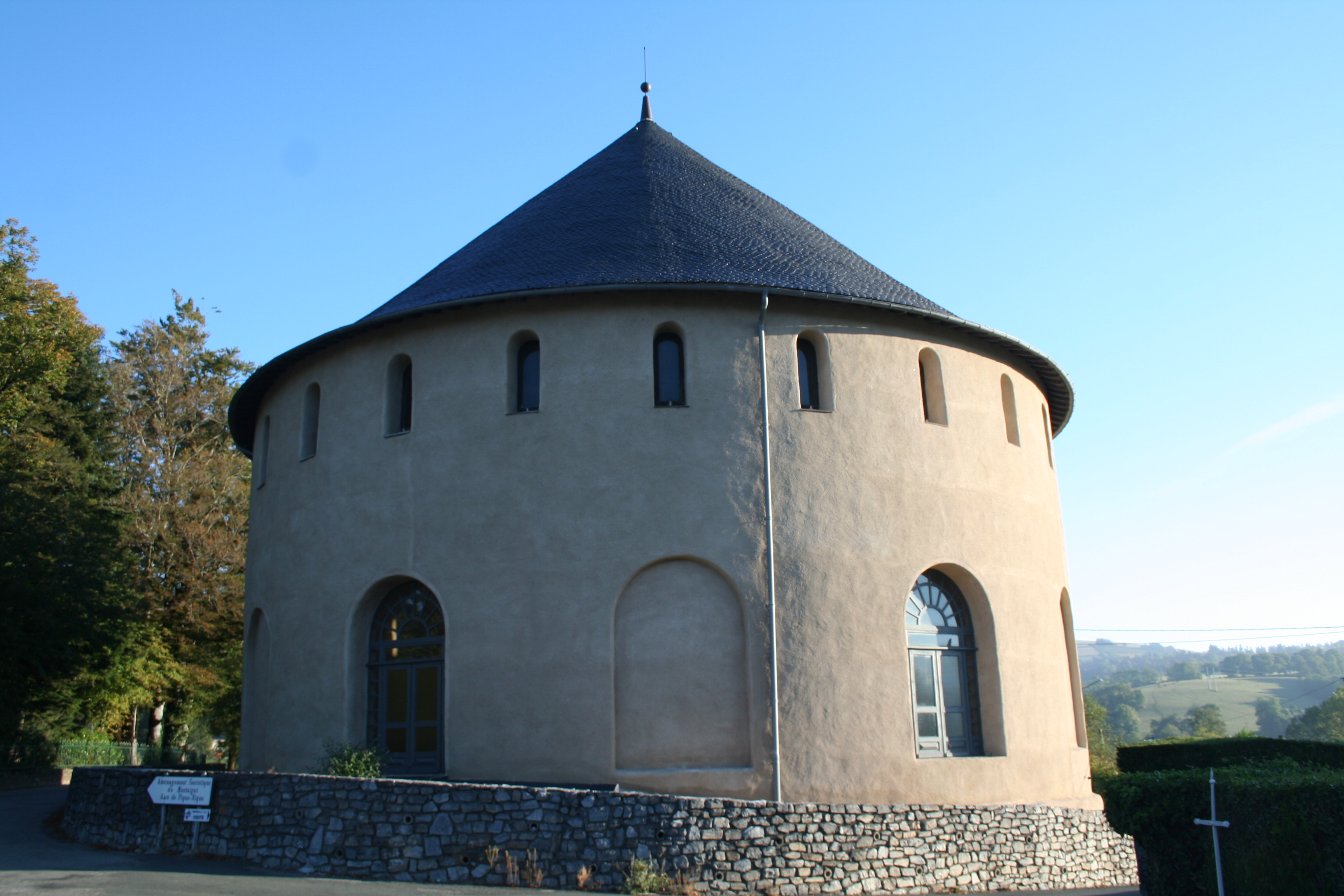
La torre-silo de Calmels
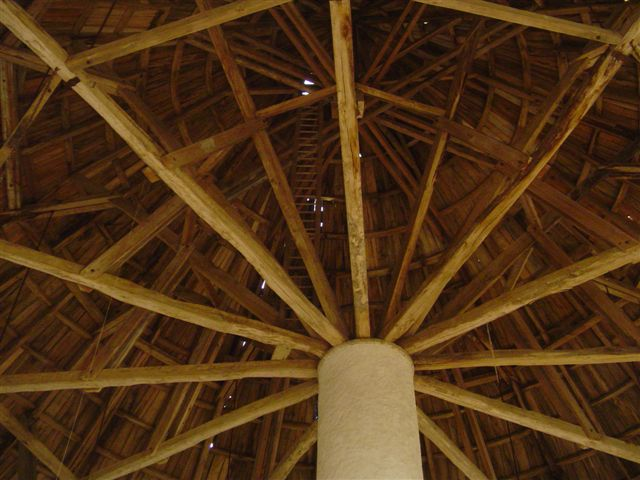
Estructura interior de la torre-silo de Calmels